# Tour de Romandie 2008
| Endstand nach der 5. Etappe | Endstand nach der 5. Etappe | Endstand nach der 5. Etappe |
| --------------------------- | --------------------------- | --------------------------- |
| Erster                      | Andreas Klöden              | 16:43:20 h (38,524 km/h)    |
| Zweiter                     | Roman Kreuziger             | + 0:35 min                  |
| Dritter                     | Marco Pinotti               | + 0:43 min                  |
| Vierter                     | Denis Menchow               | + 0:45 min                  |
| Fünfter                     | Mikel Astarloza             | + 0:54 min                  |
| Sechster                    | Sandy Casar                 | + 1:05 min                  |
| Siebter                     | Juan Manuel Gárate          | + 1:08 min                  |
| Achter                      | John Gadret                 | + 1:14 min                  |
| Neunter                     | Maxim Iglinski              | + 1:48 min                  |
| Zehnter                     | Ángel Gómez Marchante       | + 1:52 min                  |
| Punktewertung               | Daniele Bennati             | 43 P.                       |
| Zweiter                     | Markus Zberg                | 35 P.                       |
| Dritter                     | Maxim Iglinski              | 32 P.                       |
| Bergwertung                 | Francesco de Bonis          | 36 P.                       |
| Zweiter                     | Stef Clement                | 28 P.                       |
| Dritter                     | Rémy Di Gregorio            | 21 P.                       |
| Sprintwertung               | Morris Possoni              | 12 P.                       |
| Zweiter                     | Alexandre Moos              | 12 P.                       |
| Dritter                     | Michael Albasini            | 12 P.                       |

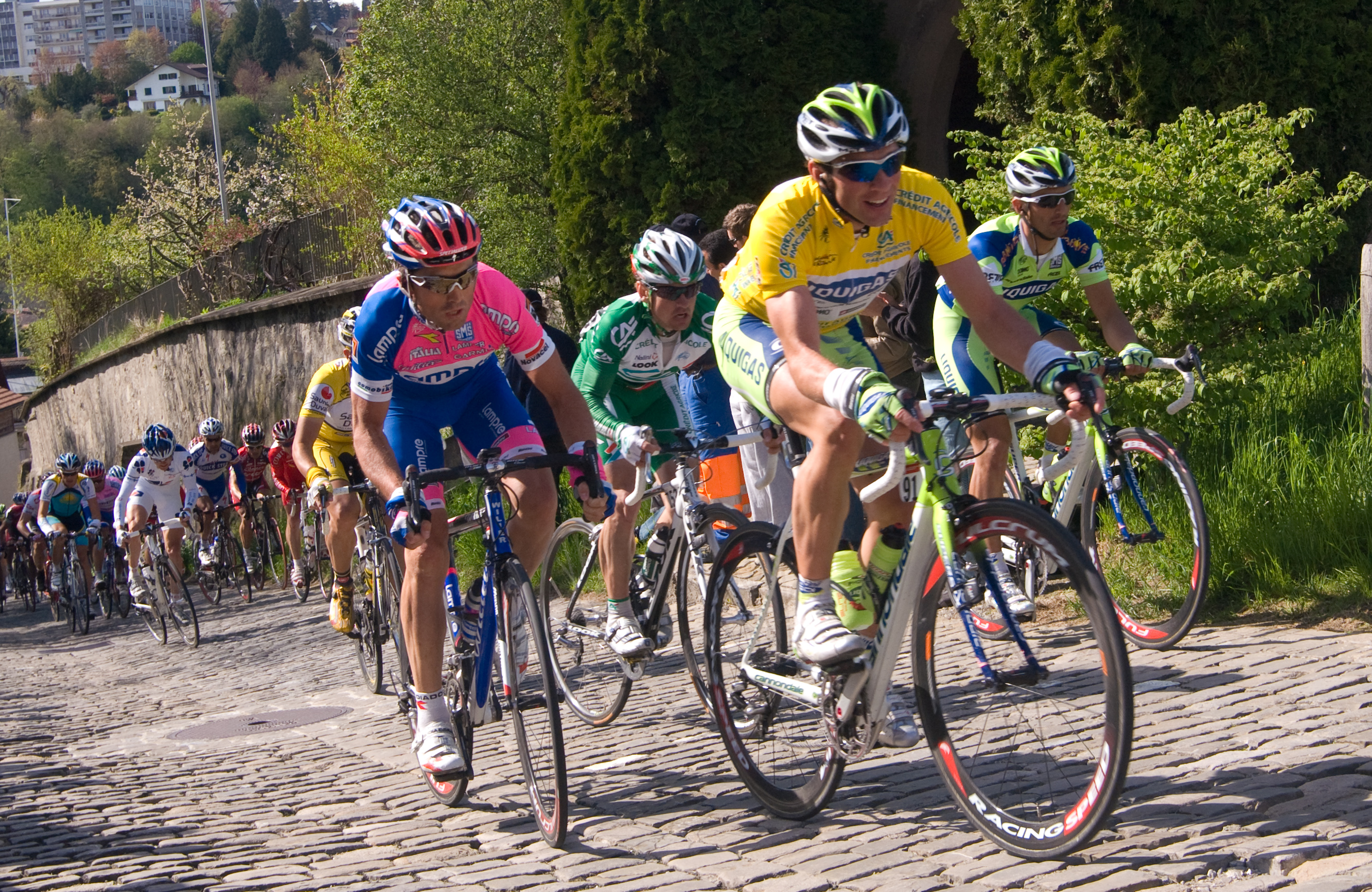
Michael Albasini im Gelben Trikot des Führenden während der zweiten Etappe.

Die 62. Tour de Romandie fand vom 29. April bis 4. Mai 2008 statt. Nach einem Prolog folgten fünf Etappen; die Distanz betrug 644,2 Kilometer. Das Rennen zählte zur UCI ProTour 2008. Neben den 18 UCI ProTeams nahm das Professional Continental Team BMC Racing teil.

## Etappen

### Übersicht
| Etappe    | Tag       | Start–Ziel           | km     | Etappensieger      | Gesamtwertung    |
| --------- | --------- | -------------------- | ------ | ------------------ | ---------------- |
| Prolog    | 29. April | Genf                 | 1,9    | Mark Cavendish     | Mark Cavendish   |
| 1. Etappe | 30. April | Morges–Saignelégier  | 184,8  | Maxim Iglinski     | Michael Albasini |
| 2. Etappe | 1. Mai    | Moutier–Freiburg     | 172,1  | Robbie McEwen      | Michael Albasini |
| 3. Etappe | 2. Mai    | Sion (EZF)           | 18,8   | Andreas Klöden     | Andreas Klöden   |
| 4. Etappe | 3. Mai    | Sion–Zinal           | 112,4* | Francesco de Bonis | Andreas Klöden   |
| 5. Etappe | 4. Mai    | Le Bouveret–Lausanne | 154,2  | Daniele Bennati    | Andreas Klöden   |

*Aufgrund eines Erdrutsches wurde die Etappe um 14,6 km verkürzt.

### Prolog: Genf
|    | Fahrer           | Team        | Zeit        |
| -- | ---------------- | ----------- | ----------- |
| 1. | Mark Cavendish   | High Road   | 2:07,60 min |
| 2. | Daniele Bennati  | Liquigas    | + 0:00 min  |
| 3. | Michael Albasini | Liquigas    | + 0:01 min  |
| 4. | Björn Schröder   | Team Milram | + 0:01 min  |
| 5. | Bradley Wiggins  | High Road   | + 0:01 min  |

|    | Fahrer           | Team        | Zeit       |
| -- | ---------------- | ----------- | ---------- |
| 1. | Mark Cavendish   | High Road   | 2:07 min   |
| 2  | Daniele Bennati  | Liquigas    | + 0:00 min |
| 3. | Michael Albasini | Liquigas    | + 0:01 min |
| 4. | Björn Schröder   | Team Milram | + 0:01 min |
| 5. | Bradley Wiggins  | High Road   | + 0:01 min |

### 1. Etappe: Morges–Saignelégier
|    | Fahrer            | Team         | Zeit       |
| -- | ----------------- | ------------ | ---------- |
| 1. | Maxim Iglinski    | Astana       | 4:47:28 h  |
| 2. | Michael Albasini  | Liquigas     | s. t.      |
| 3. | Markus Zberg      | Gerolsteiner | s. t.      |
| 4. | Thomas Dekker     | Rabobank     | + 0:02 min |
| 5. | Alexander Efimkin | Quick Step   | s. t.      |

|    | Fahrer           | Team         | Zeit       |
| -- | ---------------- | ------------ | ---------- |
| 1. | Michael Albasini | Liquigas     | 4:49:30 h  |
| 2. | Maxim Iglinsky   | Astana       | + 0:01 min |
| 3. | Markus Zberg     | Gerolsteiner | + 0:08 min |
| 4. | Roman Kreuziger  | Liquigas     | s. t.      |
| 5. | Thomas Dekker    | Rabobank     | + 0:09 min |

### 2. Etappe: Moutier–Freiburg
|    | Fahrer               | Team            | Zeit      |
| -- | -------------------- | --------------- | --------- |
| 1. | Robbie McEwen        | Silence-Lotto   | 4:16:16 h |
| 2. | Daniele Bennati      | Liquigas        | s. t.     |
| 3. | Matti Breschel       | Team CSC        | s. t.     |
| 4. | Markus Zberg         | Gerolsteiner    | s. t.     |
| 5. | Alexander Botscharow | Crédit Agricole | s. t.     |

|    | Fahrer           | Team         | Zeit       |
| -- | ---------------- | ------------ | ---------- |
| 1. | Michael Albasini | Liquigas     | 9:05:46 h  |
| 2. | Maxim Iglinski   | Astana       | + 0:01 min |
| 3. | Markus Zberg     | Gerolsteiner | + 0:08 min |
| 4. | Roman Kreuziger  | Liquigas     | +8 min     |
| 5. | Thomas Dekker    | Rabobank     | + 0:09 min |

### 3. Etappe: Sion (EZF)
|    | Fahrer              | Team             | Zeit       |
| -- | ------------------- | ---------------- | ---------- |
| 1. | Andreas Klöden      | Astana           | 25:32 min  |
| 2. | Thomas Dekker       | Rabobank         | + 0:06 min |
| 3. | Stef Clement        | Bouygues Télécom | + 0:20 min |
| 4. | Tony Martin         | High Road        | + 0:21 min |
| 5. | Gustav Erik Larsson | CSC              | + 0:25 min |

|    | Fahrer          | Team      | Zeit       |
| -- | --------------- | --------- | ---------- |
| 1. | Andreas Klöden  | Astana    | 9:31:58 h  |
| 2. | Thomas Dekker   | Rabobank  | + 0:05 min |
| 3. | Roman Kreuziger | Liquigas  | + 0:35 min |
| 4. | Vladimir Gusev  | Astana    | + 0:38 min |
| 5  | Marco Pinotti   | High Road | + 0:43 min |

### 4. Etappe: Sion–Zinal
|    | Fahrer             | Team               | Zeit       |
| -- | ------------------ | ------------------ | ---------- |
| 1. | Francesco De Bonis | Gerolsteiner       | 3:28:06 h  |
| 2. | John Gadret        | ag2r La Mondiale   | + 0:03 min |
| 3. | Manuel Beltrán     | Liquigas           | + 0:05 min |
| 4. | Sandy Casar        | Française des Jeux | + 0:07 min |
| 5. | Roman Kreuziger    | Liquigas           | s. t.      |

|    | Fahrer          | Team              | Zeit       |
| -- | --------------- | ----------------- | ---------- |
| 1. | Andreas Klöden  | Astana            | 12:59:41 h |
| 2. | Roman Kreuziger | Liquigas          | + 0:35 min |
| 3. | Marco Pinotti   | High Road         | + 0:43 min |
| 4. | Denis Menchov   | Rabobank          | + 0:45 min |
| 5. | Mikel Astarloza | Euskaltel-Euskadi | + 0:54 min |

### 5. Etappe: Le Bouveret–Lausanne
|    | Fahrer          | Team         | Zeit      |
| -- | --------------- | ------------ | --------- |
| 1. | Daniele Bennati | Liquigas     | 3:43:39 h |
| 2. | Markus Zberg    | Gerolsteiner | s. t.     |
| 3. | Maxim Iglinski  | Astana       | s. t.     |
| 4. | Matti Breschel  | CSC          | s. t.     |
| 5. | Björn Schröder  | Milram       | s. t.     |

|    | Fahrer          | Team              | Zeit       |
| -- | --------------- | ----------------- | ---------- |
| 1. | Andreas Klöden  | Astana            | 16:43:20 h |
| 2. | Roman Kreuziger | Liquigas          | + 0:35 min |
| 3. | Marco Pinotti   | High Road         | + 0:43 min |
| 4. | Denis Menchov   | Rabobank          | + 0:45 min |
| 5. | Mikel Astarloza | Euskaltel-Euskadi | + 0:54 min |

## Trikots im Rennverlauf
Die Tabelle zeigt die Führenden nach der jeweiligen Etappe an.
| Etappe    | Etappensieger      | Gesamtwertung    | Bergwertung        | Sprintwertung  | Punktewertung    |
| --------- | ------------------ | ---------------- | ------------------ | -------------- | ---------------- |
| Prolog    | Mark Cavendish     | Mark Cavendish   | nicht vergeben     | Mark Cavendish | Mark Cavendish   |
| 1. Etappe | Maxim Iglinski     | Michael Albasini | Francisco Vila     | Morris Possoni | Michael Albasini |
| 2. Etappe | Robbie McEwen      | Michael Albasini | Francisco Vila     | Morris Possoni | Michael Albasini |
| 3. Etappe | Andreas Klöden     | Andreas Klöden   | Francisco Vila     | Morris Possoni | Michael Albasini |
| 4. Etappe | Francesco De Bonis | Andreas Klöden   | Francesco De Bonis | Morris Possoni | Andreas Klöden   |
| 5. Etappe | Daniele Bennati    | Andreas Klöden   | Francesco De Bonis | Morris Possoni | Daniele Bennati  |

## Teilnehmerfeld
| 01 – Thomas Dekker 02 – Bram de Groot 03 – Michiel Elijzen 04 – Rick Flens 05 – Tom Leezer 06 – Denis Menchov 07 – Bauke Mollema 08 – Laurens ten Dam |

| 11 – Matti Breschel 12 – Wolodymyr Hustow 13 – Kasper Klostergård 14 – Alexandr Kolobnev 15 – Gustav Erik Larsson 16 – Chris Anker Sørensen 17 – Jurgen Van Goolen 18 – Jens Voigt |

| 21 – Vicente García Acosta 22 – David López García 23 – Alberto Losada 24 – Daniel Moreno 25 – Óscar Pereiro 26 – Mathieu Perget 27 – Rigoberto Urán 28 – Xabier Zandio |

| 31 – Thomas Frei 32 – Vladimir Gusev 33 – Maxim Iglinski 34 – Andreas Klöden 35 – Julien Mazet 36 – Steve Morabito 37 – Dmitriy Muravyev 38 – Sergei Jakowlew |

| 41 – Mario Aerts 42 – Dominique Cornu 43 – Dries Devenyns 44 – Nick Gates 45 – Robbie McEwen 46 – Bert Roesems 47 – Wim Van Huffel 48 – nicht vergeben |

| 51 – Mark Cavendish 52 – Scott Davis 53 – Adam Hansen 54 – Tony Martin 55 – Marco Pinotti 56 – Morris Possoni 57 – František Raboň 58 – Bradley Wiggins |

| 61 – Francesco De Bonis 62 – Markus Fothen 63 – Mathias Frank 64 – Heinrich Haussler 65 – Bernhard Kohl 66 – Carlo Westphal 67 – Oliver Zaugg 68 – Markus Zberg |

| 71 – Sandy Casar 72 – Mickaël Chérel 73 – Jérôme Coppel 74 – Rémy Di Gregorio 75 – Tim Gudsell 76 – Francis Mourey 77 – Jérémy Roy 78 – Jussi Veikkanen |

| 81 – Rubens Bertogliati 82 – Eros Capecchi 83 – Alberto Fernández 84 – Gómez Marchante 85 – Josep Jufré 86 – Rubén Lobato 87 – Manuele Mori 88 – Luciano Pagliarini |

| 91 – Michael Albasini 92 – Manuel Beltrán 93 – Daniele Bennati 94 – Claudio Corioni 95 – Roman Kreuziger 96 – Matej Mugerli 97 – Ivan Santaromita 98 – Murilo Fischer |

| 101 – Matteo Carrara 102 – Alexander Efimkin 103 – Addy Engels 104 – Juan Manuel Gárate 105 – Leonardo Scarselli 106 – Hubert Schwab 107 – Kevin Seeldraeyers 108 – Wouter Weylandt |

| 111 – Luca Barla 112 – Sergio Ghisalberti 113 – Matej Jurčo 114 – Christian Kux 115 – Fabio Sabatini 116 – Björn Schröder 117 – Sebastian Schwager 118 – Peter Velits |

| 121 – Mikel Astarloza 122 – Jorge Azanza 123 – Iñaki Isasi 124 – Juan José Oroz 125 – Rubén Pérez 126 – Amets Txurruka 127 – Haimar Zubeldia 128 – nicht vergeben |

| 131 – Florent Brard 132 – Jean-Eudes Demaret 133 – Julien El-Farès 134 – Maryan Hary 135 – David Moncoutié 136 – Nick Nuyens 137 – Rein Taaramäe 138 – Steve Zampieri |

| 141 – José Luis Arrieta 142 – Yuriy Krivtsov 143 – Martin Elmiger 144 – John Gadret 145 – René Mandri 146 – Aleksandr Pliuşkin 147 – Laurent Mangel 148 – Ludovic Turpin |

| 151 – Eric Berthou 152 – László Bodrogi 153 – Alexander Botscharow 154 – Dmitri Fofonow 155 – Patrice Halgand 156 – Christophe Kern 157 – Ignatas Konovalovas 158 – Yannick Talabardon |

| 161 – Giovanni Bernaudeau 162 – Olivier Bonnaire 163 – Mathieu Claude 164 – Stef Clement 165 – Nicolas Crosbie 166 – Vincent Jérôme 167 – Jewgeni Sokolow 168 – Johann Tschopp |

| 171 – Fabio Baldato 172 – Matteo Bono 173 – David Loosli 174 – Daniele Righi 175 – Mauro Santambrogio 176 – Sylwester Szmyd 177 – Paolo Tiralongo 178 – Francisco Vila |

| 181 – Brent Bookwalter 182 – Steve Bovay 183 – Martin Kohler 184 – Jeff Louder 185 – Ian McKissick 186 – Nathan Miller 187 – Alexandre Moos 188 – Danilo Wyss |